# 84-я гвардейская стрелковая дивизия
84-я гвардейская стрелковая дивизия — воинское соединение Вооружённых Сил СССР в Великой Отечественной войне

## История
Сформирована 10.04.1943 путём преобразования 110-й стрелковой дивизии.
В действующей армии с 10.04.1943 по 22.04.1944 и с 28.05.1944 — 09.05.1945 года.
С 25.04.1943 года — в тылу на отдыхе и пополнении. С 13.05.1943 года вновь на передовой, во втором эшелоне.
В июле-августе 1943 года (с 12.07.1943 года, первоначально во втором эшелоне) участвовала в Орловской стратегической наступательной операции, 15.08.1943 года освободила г. Карачев. В сентябре-октябре 1943 года участвовала в Брянской наступательной операции, в октябре-декабре 1943 года в Невельско-Городокской наступательной операции. Участвует в ожесточённых боях, несёт большие потери, 22.03.1944 года отведена в тыл для пополнения.
С июня 1944 года участвует в Белорусской стратегической наступательной операции, в рамках которой ведёт бои в Витебско-Оршанской наступательной операции и Минской наступательной операции. Участвовала в освобождении городов Орша, Молодечно, успешно форсирует Неман, освобождает Алитус. С июля 1944 года участвует в Вильнюсской наступательной операции.
27.07.1944 года отведена в тыл, к 31.07.1944 года снова в действующей армии.
В июле-августе 1944 года участвует в Каунасской наступательной операции, 16.10.1944 года перешла границу Восточной Пруссии, и в октябре 1944 года участвует в Гумбиннен-Гольдапской наступательной операции.
В 1945 году участвует в Инстербургско-Кёнигсбергской наступательной операции, принимает участие в штурме Кёнигсберга, взятии Пиллау и завершила боевые действия на Балтийской косе

## Послевоенное время
С мая 1945 года и до своего расформирования дивизия входила в состав 36 гвардейского стрелкового корпуса 11 гвардейской армии.

В период с 1945 по 1946 гг. дивизия была расформирована.

## Полное название
84-я гвардейская стрелковая Карачевская Краснознамённая ордена Суворова дивизия

## Подчинение
- Западный фронт, 33-я армия — на момент формирования.
- Западный фронт, 16-я армия — с 13.05.1943 года.
- Западный фронт, 11-я гвардейская армия, 36-й гвардейский стрелковый корпус- на 01.07.1943 года.
- Брянский фронт, 11-я гвардейская армия, 36-й гвардейский стрелковый корпус- на 01.10.1943 года.
- Прибалтийский фронт, 11-я гвардейская армия, 36-й гвардейский стрелковый корпус- с 15.10.1943 года.
- 2-й Прибалтийский фронт, 11-я гвардейская армия, 36-й гвардейский стрелковый корпус- с 20.10.1943 года.
- 1-й Прибалтийский фронт, 11-я гвардейская армия, 36-й гвардейский стрелковый корпус- с 18.11.1943 года.
- Резерв Ставки ВГК — с 22.04.1944 года.
- 3-й Белорусский фронт, 11-я гвардейская армия, 36-й гвардейский стрелковый корпус- с 27.05.1944 года.
- 1-й Прибалтийский фронт, 11-я гвардейская армия, 36-й гвардейский стрелковый корпус- с 13.02.1945 года.
- 3-й Белорусский фронт, Земландская группа войск, 11-я гвардейская армия, 36-й гвардейский стрелковый корпус- с 25.02.1945 года.

## Состав
- 243-й гвардейский стрелковый полк
- 245-й гвардейский стрелковый полк
- 247-й гвардейский стрелковый полк
- 186-й гвардейский артиллерийский полк
- 88-й гвардейский отдельный самоходно-артиллерийский дивизион (88-й гвардейский отдельный истребительно-противотанковый дивизион)
- 85-я отдельная гвардейская разведывательная рота
- 93-й отдельный гвардейский сапёрный батальон
- 115-я отдельный гвардейский батальон связи
- 448-й (87-й) медико-санитарный батальон
- 86-я отдельная гвардейская рота химический защиты
- 739-я (89-я) автотранспортная рота
- 597-я (82-я) полевая хлебопекарня
- 545-й (83-й) дивизионный ветеринарный лазарет
- 754-я полевая почтовая станция
- 599-я полевая касса Госбанка

## Командование
Командиры:
- Петерс, Георгий Борисович (10.04.1943 — 27.10.1944), гвардии генерал-майор
- Щербина, Иван Кузьмич (28.10.1944 — ??.07.1946), гвардии генерал-майор

Заместители командира:
- Горелик, Цаллер Абрамович (20.07.1944 — 30.10.1944), гвардии полковник
- Ревенко, Владимир Каленикович (??.12.1945 — ??.03.1946), гвардии полковник

Начальники штаба:
- Брагин Василий Георгиевич, гвардии полковник, (?- февраль 1944 года -?)
- Виноградов Андрей Павлович, гвардии подполковник, (? — ноябрь 1944 года — ?)
- Страхов Виталий Кузьмич, гвардии полковник, (? — апрель 1945 года — ?)

Командующие артиллерией:
- Красавин Александр Николаевич, гвардии полковник, (? — февраль 1944 года — ?)

## Награды и наименования[2]
- 10 апреля 1943 года —  почетное звание «Гвардейская» — присвоено приказом Народного комиссара обороны СССР за проявленную отвагу в боях за Отечество с немецкими захватчиками, за стойкость, мужество, дисциплину и организованность, за героизм личного состава;
- 15 августа 1943 года — почётное наименование"Карачевская" — присвоено приказом Верховного Главнокомандующего от 15 августа 1943 года в ознаменование одержанной победы и за отличие в боях по освобождению города Карачев;
- 21 декабря 1943 года — Орден Суворова 2 степени  — награждена указом президиума Верховного Совета СССР от 21 декабря 1943 года за образцовое выполнение боевых заданий командования на фронте борьбы с немецкими захватчиками (прорыв обороны противника на невельско- витебском направлении) и проявленные при этом доблесть и мужество;[3]
- 12 августа 1944 года — Орден Красного Знамени  — награждена указом Президиума Верховного Совета СССР от 12 августа 1944 года за образцовое выполнение заданий командования в боях с немецкими захватчиками, за прорыв обороны немцев на реке Неман и проявленные при этом доблесть и мужество.[4]

Награды дивизии:
- 243-й гвардейский стрелковый ордена Суворова полк
- 245-й гвардейский стрелковый ордена Суворова полк
- 247-й гвардейский стрелковый ордена Суворова полк
- 186-й гвардейский артиллерийский орденов Суворова[5] и Кутузова[6]? полк

## Отличившиеся воины дивизии[7][8]
- Гордеев, Владимир Петрович, командир стрелкового отделения 245-го гвардейского стрелкового полка, гвардии старший сержант, Герой Советского Союза. Звание присвоено 29.06.1945 года за отвагу, проявленную в боях за Пиллау с 20.04.1945 года (пробравшись ползком к вражескому укреплению, взял бетонные плиты и закрыл ими амбразуру, бросил в открывшуюся дверь бункера последнюю ручную гранату. Ошеломлённый неожиданным нападением, гарнизон бункера сдался в плен). Медаль «Золотая Звезда» № 9121.
- Миронов, Алексей Афанасьевич (1912—1945), снайпер 247-го гвардейского стрелкового полка, гвардии сержант. Герой Советского Союза (посмертно). Указ Президента СССР от 05.05.1990 года (представлен к званию 26.07.1943 года) (лично уничтожил 123 вражеских солдата и офицера, подготовил 13 учеников). Медаль «Золотая Звезда» № 11619.
- Николаев, Иван Николаевич, комсомольский организатор 1 стрелкового батальона 247 гвардейского стрелкового полка, гвардии старший сержант. Указ Президиума Верховного Совета СССР от 24.03.1945 года. Медаль «Золотая Звезда» № 2879.
- Семёнов, Николай Фёдорович, командир 1 сапёрной роты 93-го гвардейского отдельного сапёрного батальона, гвардии лейтенант. Герой Советского Союза. Звание присвоено 24.03.1945 года за отвагу, проявленную в боях при форсировании Немана 17.07.1944 года (выбрал пункт переправы, организовал изготовление плотов для стрелков и артиллерии. На этих плавательных средствах рота переправила стрелковый батальон, который захватил плацдарм). Медаль «Золотая Звезда» № 4209.
- Синельников, Виктор Павлович, командир отделения 4 стрелковой роты 243 гвардейского стрелкового полка, гвардии сержант. Указ Президиума Верховного Совета СССР от 24.03.1945 годаМедаль «Золотая Звезда» № 7785.
- Стукалов, Василий Егорович, пулемётчик 1 стрелкового батальона 247 гвардейского стрелкового полка, гвардии рядовой. Указ Президиума Верховного Совета СССР от 24.03.1945 года. Медаль «Золотая Звезда» № 8734.
- Хайруллин, Халил Зинатуллович, пулемётчик 1 стрелкового батальона 245-го гвардейского стрелкового полка, гвардии рядовой. Герой Советского Союза. Звание присвоено 24.03.1945 года за отвагу, проявленную в боях при форсировании Немана 14.07.1944 года (одним из первых форсировал реку Неман, пулемётным огнём прикрывал работу сапёров и переправу подразделений, участвуя в отражении нескольких контратак противника. В бою на плацдарме заменил выбывшего из строя командира). Медаль «Золотая Звезда» № 6663.
- Шляпников, Михаил Сергеевич, разведчик-наблюдатель управления дивизиона 186 гвардейского артиллерийского полка, гвардии старшина.

## В воспоминаниях современников
84-я гвардейская дивизия (командир генерал-майор Георгий Борисович Петерс) формировалась в Куйбышевском районе Москвы как 4-я Московская дивизия народного ополчения. Она вступила в бой в июле 1941 года и на фронте получила общевойсковую нумерацию, стала 110-й. Бойцы этого соединения сражались южнее Нарофоминска — на Киевском шоссе, и в том, что гитлеровцы не прошли здесь, большая их заслуга. Потом дивизия освобождала Нарофоминск, Боровск, Верею и была преобразована в гвардейскую 10 апреля 1943 года…
— Герой Советского Союза Маршал Советского Союза Баграмян И. Х. Так шли мы к победе. — М: Воениздат, 1977. — С.193.